# Cololejeunea bergmansiana
Cololejeunea bergmansiana là một loài Rêu trong họ Lejeuneaceae. Loài này được Tixier mô tả khoa học đầu tiên năm 1989.